# Volvo Car Open 2017
Il Volvo Car Open è stato un torneo femminile di tennis giocato sulla terra verde. È stata la 45ª edizione del Volvo Car Open, che fa parte della categoria Premier nell'ambito del WTA Tour 2017. Il torneo si è giocato al Family Circle Tennis Center di Charleston dal 3 al 9 aprile 2017.

## Partecipanti

### Teste di serie
| Nazionalità | Giocatrice           | Ranking* | Testa di serie |
| ----------- | -------------------- | -------- | -------------- |
| Stati Uniti | Madison Keys         | 9        | 1              |
| Regno Unito | Johanna Konta        | 11       | 2              |
| Stati Uniti | Venus Williams       | 12       | 3              |
| Russia      | Elena Vesnina        | 13       | 4              |
| Danimarca   | Caroline Wozniacki   | 14       | 5              |
| Australia   | Samantha Stosur      | 19       | 6              |
| Paesi Bassi | Kiki Bertens         | 21       | 7              |
| Lettonia    | Anastasija Sevastova | 25       | 8              |
| Australia   | Dar'ja Gavrilova     | 26       | 9              |
| Romania     | Irina-Camelia Begu   | 28       | 10             |
| Croazia     | Mirjana Lučić-Baroni | 29       | 11             |
| Kazakistan  | Julija Putinceva     | 32       | 12             |
| Cina        | Zhang Shuai          | 33       | 13             |
| Stati Uniti | Lauren Davis         | 34       | 14             |
| Rep. Ceca   | Lucie Šafářová       | 36       | 15             |
| Rep. Ceca   | Kateřina Siniaková   | 37       | 16             |

* Ranking al 20 marzo 2017.

### Altre partecipanti
Le seguenti giocatrici hanno ricevuto una wild card per il tabellone principale:
- Hayley Carter
- Kayla Day
- Bethanie Mattek-Sands

Le seguenti giocatrici sono passate dalle qualificazioni:

- Ana Bogdan
- Verónica Cepede Royg
- Sofia Kenin
- Aleksandra Krunić
- Asia Muhammad
- Anastasija Rodionova
- Sílvia Soler Espinosa
- Fanny Stollár

Le seguenti giocatrici sono entrate in tabellone come lucky loser:
- Ons Jabeur
- Grace Min

## Campionesse

### Singolare
Dar'ja Kasatkina ha sconfitto in finale  Jeļena Ostapenko con il punteggio di 6-3, 6-1.
- È il primo titolo in carriera per Kasatkina.

### Doppio
Bethanie Mattek-Sands /  Lucie Šafářová hanno sconfitto in finale  Lucie Hradecká /  Kateřina Siniaková con il punteggio di 6-1, 4-6, [10-7].